# Porta Soprana

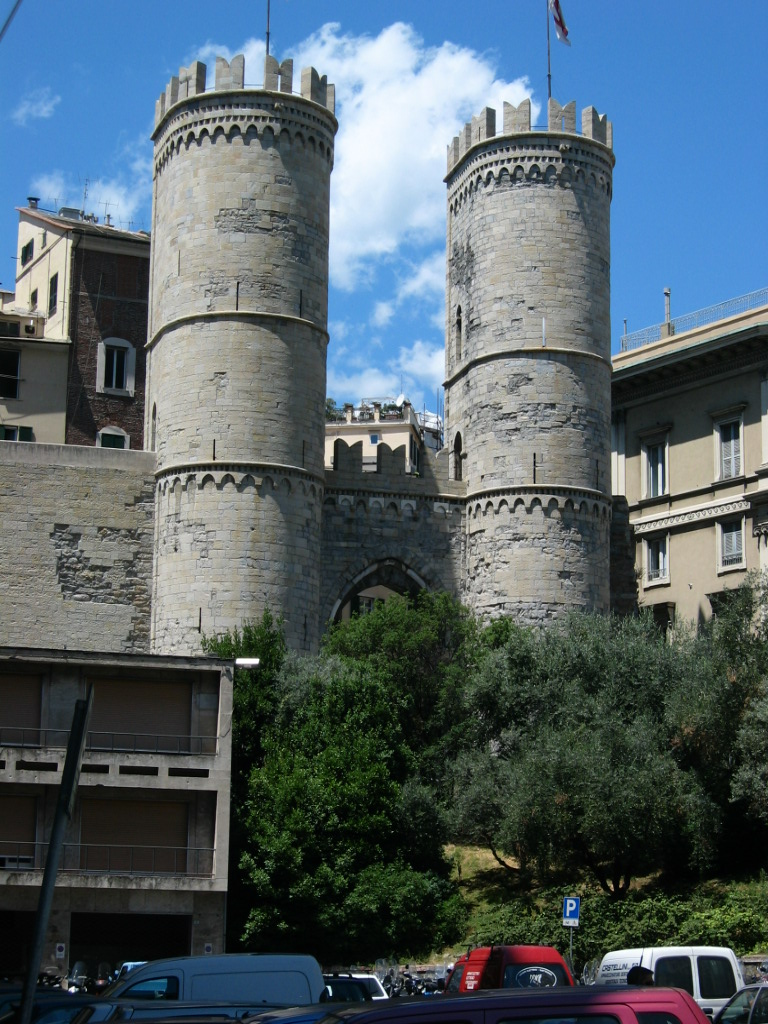
La Porta Soprana de Génova.

La Porta Soprana o Porta di Sant'Andrea (en ligur Pòrta de Sant'Andria) fue una de las puertas de acceso a la ciudad de Génova, Italia. Una de las edificaciones medievales más importante de la ciudad, está situada en la cima del Piano di Sant'Andrea (a poca distancia de la colina homónima, allanada a principios del siglo XX), que le da nombre (el apelativo Soprana es una corrupción de Superana: la puerta se llamaba así porque estaba situada elevada respecto a la ciudad).
Era una de las puertas de acceso a la ciudad ya en la época de la segunda cinta de murallas de Génova (siglo IX o X); sin embargo, la construcción actual (después de las amplias restauraciones realizadas bajo la dirección de Alfredo D'Andrade) reproduce el aspecto que la puerta debió tener al momento de su reconstrucción durante la edificación de la tercera cinta (Mura del Barbarossa, 1155-1159).
A poca distancia de esta puerta se encuentra la casa-museo de Cristóbal Colón. Tanto los museos de las torres de la puerta como la casa de Colón están abiertos al público.

## Inscripciones en la puerta

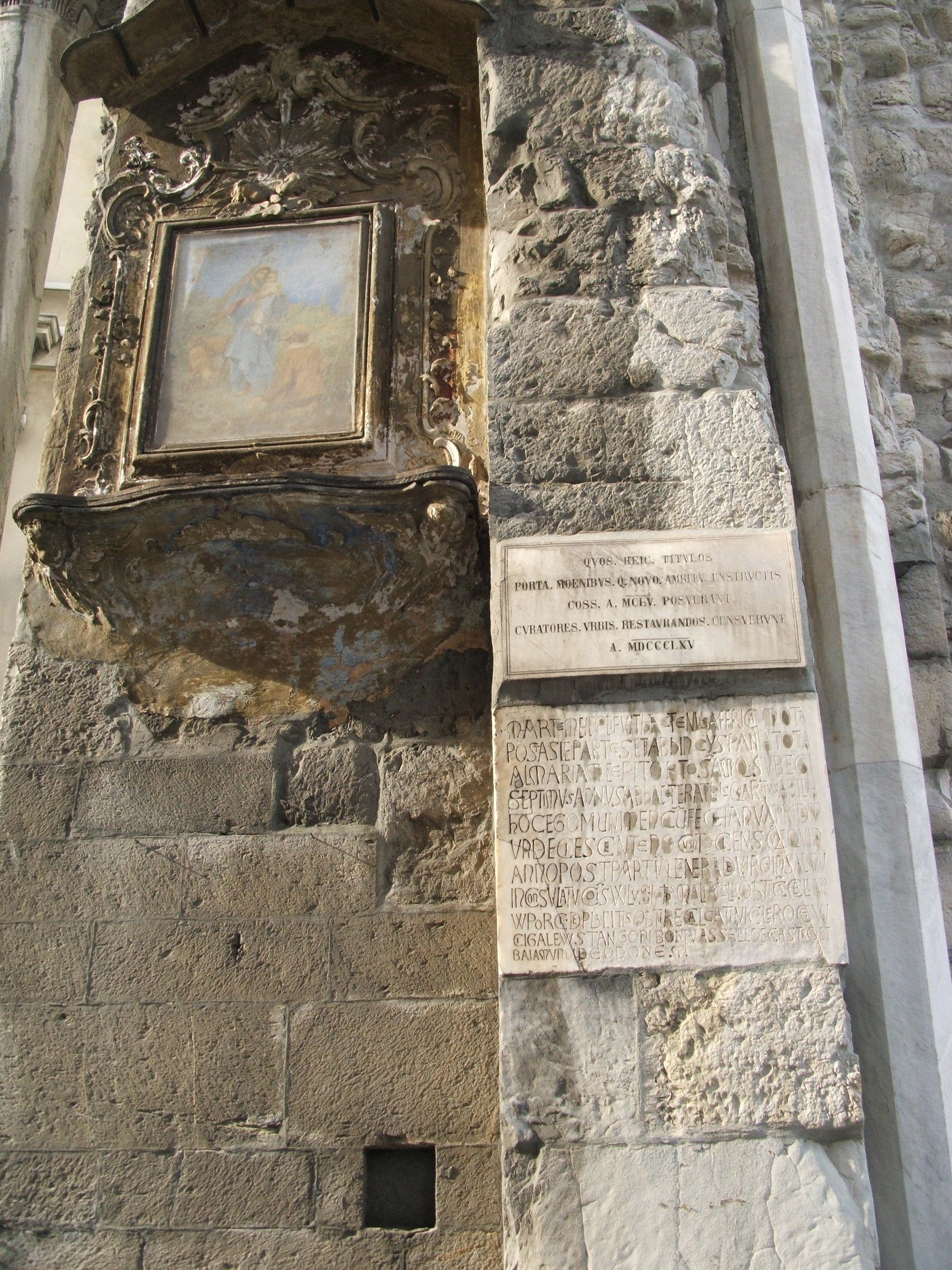
La inscripción en la parte derecha de la puerta (viniendo desde el exterior).

En la parte izquierda de la puerta (respecto a quien entra desde el exterior) aparece un grabado en el que la ciudad se dirige al ciudadano que se prepara a cruzarla:

† In nomine omnipotentis Dei, Patris et Filii et Spiritus Sancti. Amen.

Sum munita viris, muris circumdata miris

et virtute mea pello procul hostica tela.

Si pacem portas licet has tibi tangere portas,

si bellum moveres tristis victusque recedes.

Auster et Occasus, Septemptrio novit et Ortus

quantos bellorum superavi Ianua motus.

In consulatu comunis Wilielmi Porci, Oberti Cancellarii, Iohannis Malaucelli et Wilielmi Lusii et placitorum Boiamundi de Odone, Bonivassalli de Castro, Wilielmi Stanconis, Wilielmi Cigale, Nicole Roce et Oberti Recalcati
† En nombre de Dios Todopoderoso, Padre, Hijo y Espíritu Santo. Amén

Estoy custodiada por soldados, rodeada por espléndidas murallas

y lanzo lejos con mi valor los dardos enemigos.

Si trae la paz, acércate más a estas puertas,

si buscas la guerra, triste y derrotado te retirarás.

El Meridión y el Poniente, el Septentrión y el Oriente saben

sobre los enormes ruidos de guerra yo Génova me impuse.

Durante el consulado de la ciudad de Guglielmo Porco, Oberto Cancelliere, Giovanni Maluccelli, y Guglielmo Lusio, y de los placiti (jueces)
Boemondo di Odone, Bonvassallo di Castro, Guglielmo Stangone, Guglielmo Cigala, Nicola Roca y Oberto Recalcati

En la parte opuesta aparece la siguiente inscripción:

Marte mei populi fuit hactenus, Affrica mota post Asie partes et ab hinc Yspania tota; Almariam cepi Tortosamque subegi, septimus annus ab hac et erat bis quartus ab illa. Hoc ego munimen cum feci Ianua pridem undecies centeno cum tociensque quino anno post partum venerande Virginis almum.

In consulatu comunis Wilielmi Lusii, Iohannis Maliaucelli, Oberti Cancellarii, Wilielmi Porci; de placitis Oberti Recalcati, Nicole Roce, Wilielmi Cigale, Wilielmi Stangoni, Bonivassalli de Castro et Boiamundi de Odone
Por la guerra de mi pueblo se sacudió África, las regiones de Asia y desde aquí toda España. Conquisté Almería y subyugué Tortosa, esta hace siete años y aquella hace ocho años, cuando en un primer momento yo Génova levanté esta fortificación en el año mil ciento cincuenta y cinco después del glorioso parto de la Santa Virgen.

Durante el consulado de la ciudad de Guglielmo Lusio, Giovanni Maloccello, Oberto Cancelliere, Guglielmo Porzio; de los placiti Oberto Recalcati, Nicola Roca, Guglielmo Cigala, Guglielmo Stangone, Bonvassallo di Castro y Boemondo di Odone

## Restauraciones

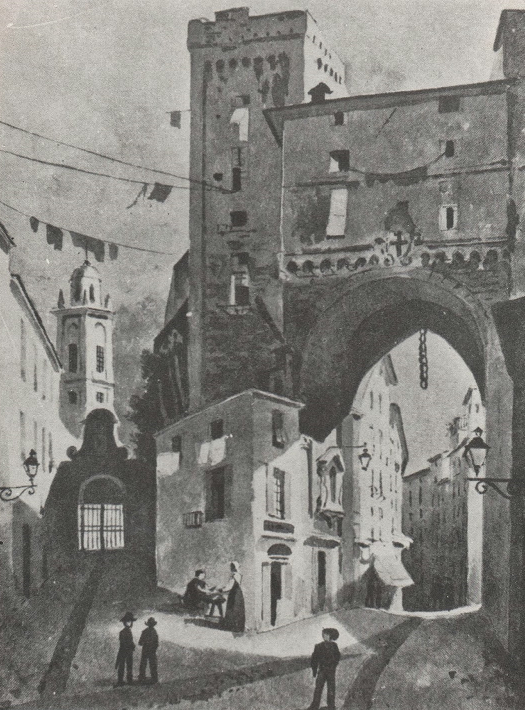
La Porta Soprana como aparecía a mediados del en una acuarela de Domenico Cambiaso. A la izquierda se aprecia el acceso al Monastero di Sant'Andrea (actualmente desaparecido), mientras que desde el arco de la puerta cuelgan algunos anillos de las catene di Porto Pisano.

Desaparecido el papel únicamente defensivo y ampliada las murallas, a partir del siglo XIV la puerta fue literalmente engullida por el desarrollo urbanístico, con la construcción del barrio de Ponticello. Sobre el arco de entrada entre las dos torres se construyó una casa de una planta (aumentada con otra planta en el siglo XIX), en la que habitó el hijo de Sanson (el verdugo que había guillotinado a Luis XVI en tiempos de la Revolución Francesa). 
También en el siglo XIX, las dos torres se dedicaron a cárcel, igual que le sucedió al cercano Convento di Sant'Andrea (la prisión "della Torre"), y en ella se situaban también las habitaciones de los carceleros.
El monumento, reducido a finales del siglo a una serie de edificios, una vez desaparecidos las almenas de sus murallas, fue restaurado a partir de 1890 por el arquitecto Alfredo d'Andrade, director de la Superintendencia de Bellas Artes. 
También a cargo del laboratorio de d'Andrade, se restauró en esta época la torre norte y, con ella, el arco que cubre la entrada de la puerta; se incorporaron además las esculturas de los capiteles (las águilas de estilo románico pisano). 
La torre sur permaneció cerrada en el perímetro de un edificio de viviendas hasta los años 1930 cuando, con la demolición del barrio de Ponticello, la estructura fue restaurada bajo la dirección de Orlando Grosso.

## Imágenes
|                              |
| La Porta Soprana desde lejos |

|                                |
| La Porta Soprana desde la base |

|                                  |
| Lado trasero de la Porta Soprana |